# Peter Goldstraw
Peter Goldstraw est un chirurgien thoracique britannique du Royal Brompton Hospital depuis 1979, et professeur émérite à l'Imperial College London. Il est à l'origine diplômé de l'université de Birmingham.
Peter Goldstraw est connu pour avoir décrit l'intervention de trachéoplastie, utilisée dans les sténoses congénitales de la trachée, mais aussi pour ses travaux sur le cancer du poumon, et notamment sa classification TNM. Peter Goldstraw a présidé l'IASLC de 2009 à 2013, un collectif international de recherche consacré aux cancers du poumon.